# Ауасотепек
Ауасотепек (исп. Ahuazotepec) — посёлок в Мексике, штат Пуэбла, административный центр одноимённого муниципалитета. Численность населения, по данным переписи 2010 года, составила 2351 человек.

## История
Посёлок основан в XV веке.
В 1895 году становится административным центром одноимённого муниципалитета.